# Calvin Lennig
Calvin Lennig (* 1993 in Duisburg) ist ein deutscher Jazzmusiker (Kontrabass, E-Bass).

## Leben und Wirken
Lennig wuchs in Sevelen am Niederrhein auf und erhielt mit 14 Jahren ersten E-Bass- und Gitarrenunterricht. In den folgenden Jahren spielte er Bass in Rock- und Pop-Bands. Mit 16 Jahren begann er Unterricht bei Marcel Grothues zu nehmen, der ihn in die Welt des Jazz einführte. Im Rahmen eines Vorbereitungskurses für sein Musikstudium begann er bei André Nendza in Köln mit 18 Jahren Kontrabass zu spielen. Ab 2012 studierte er Bass an der Folkwang Universität der Künste in Essen bei Robert Landfermann und Stefan Rademacher. Zwischen 2014 und 2017 war er Bassist im JugendJazzOrchester NRW, mit dem er auf dem Album Triangle zu hören ist.
Lennig spielte weiterhin mit Tim Riddle, der Hannes Weyland Band, dem Jan Alexander Trio, mit dem 2019 das Album Of Memories to Come entstand, oder den Neptune Kings. Mit unterschiedlichen Gruppen tourte er in Südamerika, Britannien, Island, der Schweiz, den Niederlanden und Spanien.
Lennig lebt seit 2017 in Köln und ist als freischaffender Musiker in verschiedenen Stilrichtungen tätig. Mit der Pascal Klewer Bigband entstand das Album Chasing Memories (Unit Records 2019). Weiterhin gehört er zum Quartett von Heidi Bayer, mit dem er 2020 das Album Virtual Leaks bei Tangible veröffentlichte, und zum Quartett von Leon Hattori (Evergreen Forest). Er spielte zudem Konzerte mit Adam Nussbaum, Seamus Blake, Christian Lillinger, Ben van Gelder, Paul Heller, Florian Weber, Jeff Cascaro, Markus Stockhausen, Gabriel Pérez, Julius van Rhee, Finn Wiest und dem Subway Jazz Orchestra.